# Zemunik Gornji
Zemunik Gornji – wieś w Chorwacji, w żupanii zadarskiej, w gminie Zemunik Donji. W 2011 roku liczyła 410 mieszkańców.